# ひとりで生きてゆければ
「ひとりで生きてゆければ / あいつの残したものは」（ひとりでいきてゆければ あいつののこしたものは）は、1976年5月5日に発売されたオフコース（当時の表記はオフ・コース）通算8枚目のシングル。

## 解説
「ひとりで生きてゆければ」はアルバム『SONG IS LOVE』に収録されるが、アルバム収録曲と同内容。この曲は後に小田和正がシングル「遠い海辺」のカップリング曲としてセルフ・カヴァーしているが、歌詞が一部書き換えられている。ベスト・アルバム『自己ベスト-2』収録に際し、再び元の歌詞に戻された。
このシングルより、プロデューサー武藤敏史の紹介で、武藤が以前ディレクターを担当していた“ザ・ジャネット”の元メンバー大間ジローがレコーディングに初めて参加した。そして発売日の1976年5月5日、オフコースに加入する。1975年12月、渋谷ジァン・ジァン、新宿ルイードでのコンサートをもって解散したザ・ジャネットは、最大の理解者だった武藤にとって、彼が初めて一から育て上げたミュージシャンだった。彼らの道が開けるように尽力したが及ばず、解散を思い留まらせることもできなかった。特に大間と松尾一彦の力を評価していた武藤は、彼らが再び音楽をできる場を掴めるように望んでいた。1976年2月25日、その頃喫茶店やスナックで昼夜掛け持ちのアルバイトをしていた大間を久しぶりに誘った酒の席で、武藤は彼を明日行われるレコーディングに誘った。「俺、叩くなら無理ですよ。ロックンロールしか叩けないし、いろんなことできないから」と渋る大間に武藤は「いいから、とにかくスティックだけ持って、来い」と言った。翌日、東芝EMIスタジオに来た大間に武藤は「わからないことがあったら何でも、小田さん、鈴木さんに聞けばいい」と言い、鈴木の曲（「あいつの残したものは」）を一曲目、二曲目に小田の曲（「ひとりで生きてゆければ」）をそれぞれレコーディングした。武藤によれば「この曲は『歌を捧げて』や『老人のつぶやき』のような静かな曲の系統に近いが、その中に新鮮なビートもあり、彼らの多様な音楽的な側面のうち、“静”の傾向の曲を代表するもの、その真髄を示す曲だといえるとも思うし、僕の大好きな曲のひとつでもある」と振り返っている。また、大間の加入については「この曲のレコーディングからドラムの大間ジローが参加していることも、オフコース史のひとつのエポックになったと言えると思う。僕も小田、鈴木の両氏も常々、レコーディングのたび考えていたことなのだが、『ハイ、やりましょう』と言ってスタジオ・ミュージシャンが入って来て音を録る。そして終わったら『お疲れさま』と言って別れるというのじゃ、音楽を創造する人間としてはあまりに寂しい話じゃないだろうか。やはり作者の意図を充分に汲みとって、より完全な表現をしてもらうためには、普段から人間的な面での付き合いもあるミュージシャンの方がいいし、さらにステージでいつも一緒に演奏してくれるミュージシャンが必要でなかろうかと…。そのための第一弾として、僕が（大間）ジローを紹介し、オフコースに加入する橋渡しをしたわけである」と当時を振り返っている。
「あいつの残したものは」は、「ひとりで生きてゆければ」と同じセッションでレコーディングされたが、このシングルのみでの収録曲。歌詞は、アルバム『ワインの匂い』収録曲「あれから君は」の後日談のような内容になっている。

## パッケージ、アートワーク
ジャケット裏面には両曲の歌詞と「ひとりで生きてゆければ」の楽譜が掲載されているほか、現在は非喫煙者の小田がタバコを手にしている写真が使われている。

## 収録曲

### SIDE A
1. ひとりで生きてゆければ  –  (3'42")
作詞 · 作曲：小田和正、編曲：オフ・コース、歌：オフ・コース

### SIDE B
1. あいつの残したものは  –  (3'20")
  - 作詞 · 作曲：鈴木康博、編曲：オフ・コース、歌：オフ・コース
  - アルバム未収録曲

## レコーディング・メンバー

### ひとりで生きてゆければ
- KAZUMASA ODA  –  Lead Vocal, Chorus, Electric Piano, Hammond Organ, Hooring
- YASUHIRO SUZUKI  –  Vocal, Chorus, Gut Guitar, Harmonica, Mokugyo
- HIROSHI SHIGEMI  –  Electric Bass
- JIRO OMA  –  Drums, Triangle

## スタッフ
- プロデュース：武藤敏史、小田和正、鈴木康博

### リリース日一覧
| 地域 | タイトル                                      | リリース日   | レーベル                        | 規格               | カタログ番号 | 備考 |
| ---- | --------------------------------------------- | ------------ | ------------------------------- | ------------------ | ------------ | --- |
| 日本 | ひとりで生きてゆければ / あいつの残したものは | 1976年5月5日 | EXPRESS ⁄ TOSHIBA EMI           | 7"シングルレコード | ETP-20259    | 「あいつの残したものは」はアルバム未収録、ジャケット裏面には「ひとりで生きてゆければ」「あいつの残したものは」両曲の歌詞のほか「ひとりで生きてゆければ」の楽譜を掲載。 |
| 日本 | ひとりで生きてゆければ / あいつの残したものは | 2020年6月3日 | USM JAPAN ⁄ UNIVERSAL MUSIC LLC | CD                 | UPCX-4229    | デビュー・シングル『群衆の中で / 陽はまた昇る』からラスト・シングル『夏の別れ / 逢いたい』までを収録した全36枚組CD BOX『コンプリート・シングル・コレクションCD BOX』(UPCY-9918)の中の1タイトル。発表当時のアナログ7インチ・シングルのアートワークを再現した12cm紙ジャケット仕様CD。 |